# Принцип дії вогнепальної зброї
Механізм замикання і відмикання каналу ствола — сукупність деталей, призначених для замикання каналу ствола під час пострілу і відмикання після нього.
Вузол замикання — сукупність деталей, що входять в механізм замикання і відмикання каналу ствола, які в момент пострілу безпосередньо забезпечують утримання гільзи в патроннику ствола. Основною деталлю цього вузла є затвор.

## Механізми з жорстко зчіпленим стволом з затвором

### Поворотом затвора (бойової личинки, муфти)

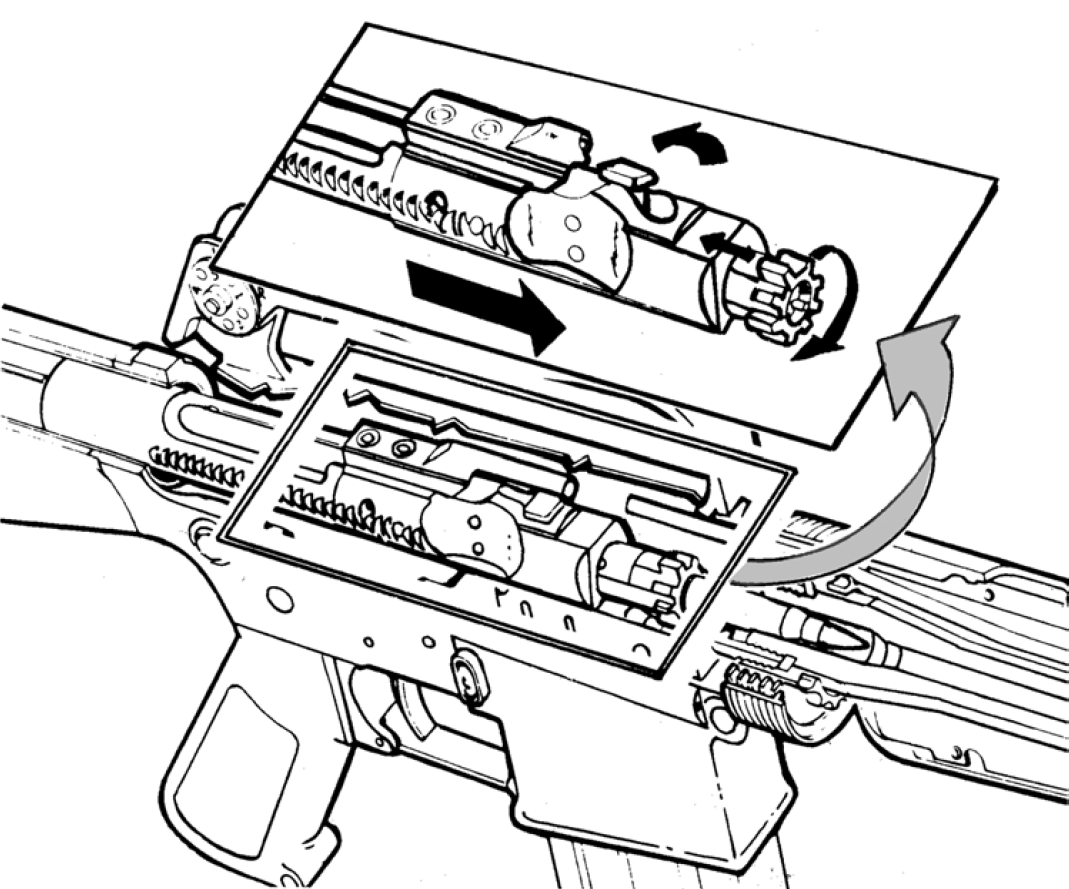
Запирання затвора поворотом у штурмовій гвинтівці M16

При замиканні ствола поворотом затвора рама затвора доводить затвор до зіткнення з казенним зрізом, після чого затвор зупиняється, а затворна рама продовжує рух вперед. Скіс рами затвора при цьому впливає на обертаючий виступ затвора (личинки, муфти, інший деталі), що викликає його обертання навколо своєї осі і заводить замикаючі виступи за вирізи в ствольній коробці або в хвостовику ствола.
Щоб уникнути розклюнування перший поворот затвор зазвичай отримує від взаємодії не зі скосом рами затвора, а з похилим пазом ствольної коробки; повертаючий виступ затвора при цьому знаходиться на перпендикулярному майданчику на початку скосу рами затвора. Після того, як повертаючий виступ затвора виведений на нахилену ділянку скосу рами затвора, паз ствольної коробки переходить з нахиленого в перпендикулярний, забезпечуючи тим самим фіксацію дзеркала затвора біля казенного зрізу ствола; оберт затвора надалі забезпечується взаємодією зі скосом рами затвора.
Число замикаючих виступів затвора в сучасних системах варіюється від 2 до 8 … 10.
Замикання поворотом затвора застосовується в найбільш поширених після Другої світової війни системах автоматичної стрілецької зброї, прийнятих в збройних силах Росії, НАТО, КНР, Індії, Ізраїлю, а також в заснованих на них зразках для цивільного ринку.
Найбільш відомі зразки автоматичної і самозарядної стрілецької зброї, що використовують принцип замикання ствола поворотом затвора:
- Автомат Калашникова
- M1 Garand
- M14
- M16
- FN Minimi
- Steyr AUG
- L85
- HK G36

### Перекосом затвора
При замиканні перекосом рама затвора в крайній передній точці переміщує все тіло затвора в поздовжній площині (в той час як при замиканні поворотом затвора — в поперечній), при цьому задній кінець затвора заходить за опорну площину ствольної коробки. Дзеркало затвора після замикання приймає положення, перпендикулярне каналу ствола, і, відповідно, дну гільзи.
Принцип замикання перекосом затвора користувався особливою популярністю серед конструкторів-зброярів в першій половині XX століття. Найбільш відомі зразки автоматичної і самозарядної зброї, що використовують цей принцип замикання:
- СВТ-40
- Самозарядний карабін Симонова
- АС-44
- StG-44
- FN FAL
- МР-153

В даний час зважаючи на низку своїх особливостей, таких, як несиметричність замикання і розташування точки, в якій безпосередньо здійснюється замикання, далеко позаду казенного зрізу ствола, в районі заднього зрізу затвора, що змушує виконувати ствольну коробку фрезеруванням із сталевого поковки, ця схема використовується рідко.

### Замикання хитною личинкою (важелем)

Замикання личинкою, яка хитається у автоматі Федорова

При замиканні личинкою, яка хитається (важелем) фіксація затвора у казенного зрізі ствола забезпечується за допомогою проміжної деталі, рухомій в площині, перпендикулярній осі ствола.
При використанні автоматики на основі віддачі ствола замикання здійснюється за опорні поверхні на стволі або на затворі. Після пострілу рухливий ствол проходить певний шлях в замкненому стані, після чого личинка зустрічає уступ ствольної коробки (рами пістолета), зсувається в площині, перпендикулярній осі ствола, відмикаючи його і даючи відійти затвору.
У системах з газовим двигуном автоматики опорні поверхні, на які заходить личинка при замиканні, розташовуються на ствольній коробці; зрушення личинки у вертикальній площині відбувається з початком руху газового поршня, який впливає на затворну раму.
Для зчленування личинки з рухомими частинами автоматики можуть використовуватися як копірні поверхні (наприклад, в кулеметі Browning M1917), так і шарніри (наприклад, в автоматичній гвинтівці Browning BAR M1918).
Замикання личинкою широко використовується в самих різних видах стрілецької зброї: автоматах і кулеметах, пістолетах, самозарядних мисливських дробовиків.
- Автомат Федорова
- сімейство кулеметів французької фірми Hotchkiss
- Браунінг M1917 (Ckm wz.30)
- Браунінг M1919
- Браунінг М2
- Браунінг M1918
- FN MAG
- CZ SA Vz.58

Приклади пістолетів, які використовують принцип замикання личинкою яка хитається:
- Mauser C96
- Walther P38
- Намбу Тип 14
- Lahti L-35
- Beretta 92

Приклади самозарядних дробовиків, що використовують принцип замикання хитається личинкою:
- Бекас Авто
- Browning Auto-5

### Замикання розсувними бойовими упорами (парою бойових личинок)
Певною мірою нагадує попередній варіант, але бойових личинок / упорів два і розташовані вони з боків затвора. Застосовано у всіх кулеметах Дегтярьова, в тому числі — ДП і його варіантах, РП-46, РПД, ДШК, і ряді заснованих на них конструкцій. Автоматика цих кулеметів приводилася в діювідведеними з каналу ствола пороховими газами. Після приходу в переднє положення, затвор утикається в казенний зріз ствола, а затворна рама з ударником продовжує по інерції рух вперед. Потовщена частина сполученого з рамою затвора ударника розводить в сторони бойові упори, які розташовані з боків затвора і з'єднані з ним за допомогою копірних пазів; при замиканні вони гойдаються в горизонтальній площині, зчіплюючи його з затворною коробкою. Відмикання проводиться за рахунок газовідводного двигуна з довгим ходом поршня, який після пострілу відводить назад затворну раму з ударником і спеціальними фігурним виїмка на ній зводить бойові упори. Також з іноземних зразків з аналогічним принципом замикання можна відзначити швейцарський єдиний кулемет MG 51, в якому, однак, для роботи автоматики використовується віддача ствола з коротким ходом.
Цей механізм замикання дуже надійний і порівняно простий конструктивно, але вимагає ретельної підгонки кожного бойового упору за місцем для дотримання симетричності замикання, а крім того — масивних і міцних стінок ствольної коробки, за вирізи в яких здійснюється замикання, що підвищує металомісткість і масу зброї.

### Роликове замикання

У німецькому кулеметі MG-42 застосовувалося роликове замикання при автоматиці, яка працювала від віддачі ствола з коротким ходом.
Затвор кулемета складається з двох частин: бойової личинки, на якій виконані дзеркало затвора і напрямні для роликів, і стебла затвора, в передній частині якого є клин. Між скосами клина і бойовою личинкою знаходиться пара роликів. При замиканні клин розсовує ролики, заводячи їх в пази на муфті ствола і фіксуючи бойову личинку біля казенного зрізу. Після пострілу ствол деякий час відходить назад в замкненому стані, після чого ролики зводяться похилими пазами ствольної коробки, попутно виштовхуючи назад стебло затвора. У певний момент ролики виходять з пазів на муфті ствола, і бойова личинка може відійти назад разом зі стеблом затвора.
В даному випадку, найбільш істотною перевагою цієї схеми було замикання за відросток ствола, що дозволило виконати ствольну коробку кулемета у вигляді дешевої штампованої деталі, на відміну від дуже складної у виробництві фрезерованої у попереднього зразка.

Аналогічний принцип замикання стосовно самозарядного пістолета був реалізований чехословацькими конструкторами в моделі CZ 52. Слабким місцем цієї зброї вважається ділянка кожух-затвора в районі одного з замикаючих роликів, в якому іноді виникають втомні тріщини металу, особливо при стрільбі посиленими патронами того ж калібру, призначеними для пістолетів-кулеметів.

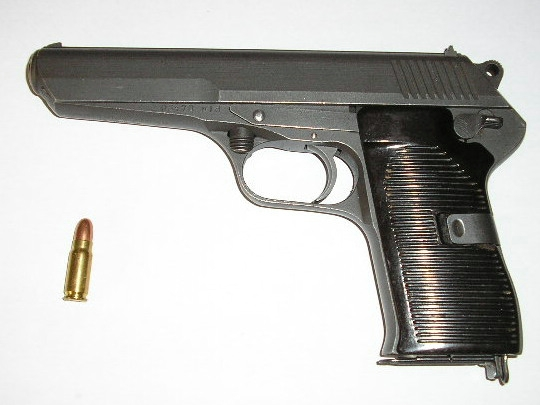
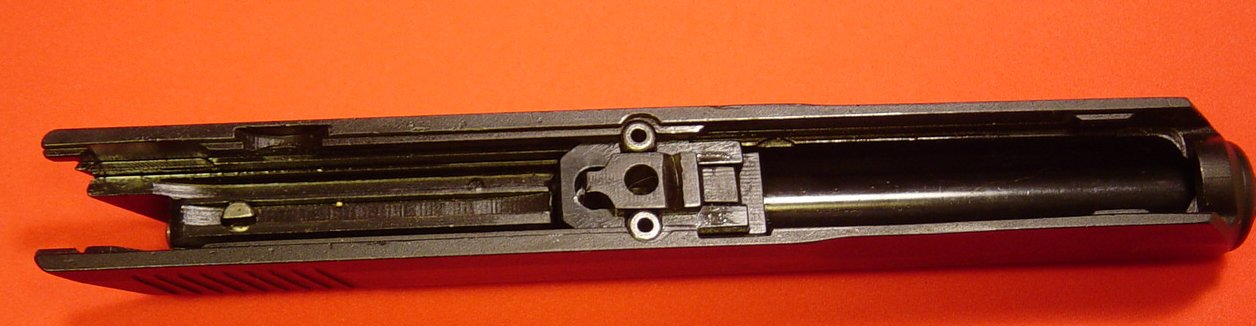
Роликове замикання: загальний вигляд ствола, затвора і вузла замикання чехословацького пістолета CZ 52 при закритому затворі
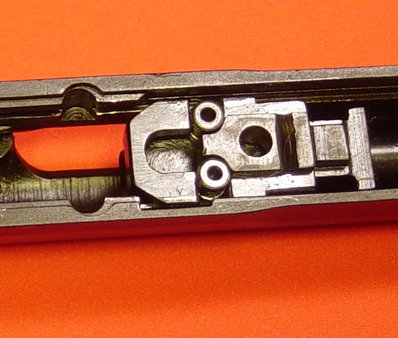
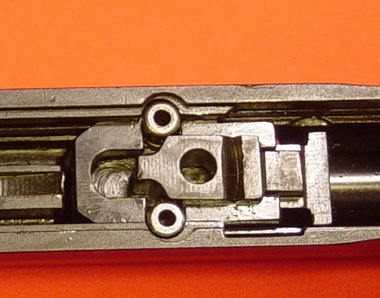
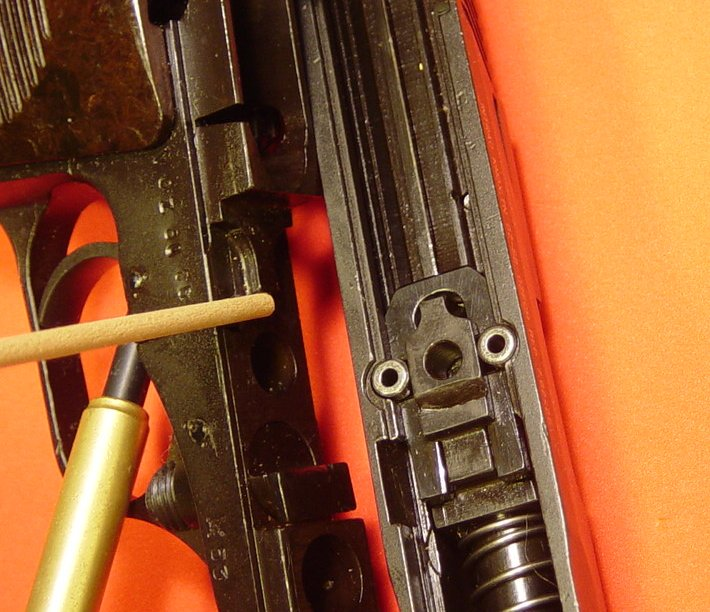
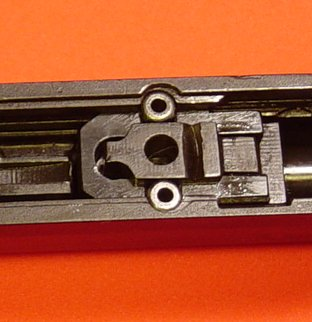
Роликове замикання: вузол замикання чехословацького пістолета CZ 52 при закритому затворі
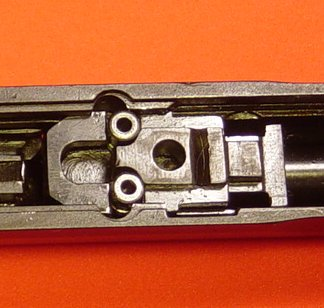
Роликове замикання: вузол замикання чехословацького пістолета CZ 52 при відкритому затворі

### Замикання колінчастою парою важелів (кривошипно-шатунне)

Кривошипно-шатунне замикання в пістолеті Люгера.

При використанні даного принципу замикання затвор фіксується у казенного зрізу ствола парою зчленованих важелів. Вільний кінець одного з важелів шарнірно закріплений на затворі, іншого — на нерухомих деталях зброї. Важелі знаходяться в мертвій точці, тобто кут між їхніми плечима близький до 180 градусів, так, що при відкаті рухомих частин автоматики важелі не складаються в сторону, а зберігають це положення до тих пір, поки їх зчленування не зустріне спеціальний уступ на нерухомій ствольній коробці. Після цього важелі можуть скластися, а затвор — самостійно відійти назад.
Конструкції, що використовують цей принцип замикання, відрізняються складністю виготовлення, і сучасні конструктори його практично не застосовують. У той же час, замикання ствола колінчатою парою важелів застосовувалося відразу в трьох добре відомих історичних зразках стрілецької зброї: кулеметі Максима (таким чином, це був перший принцип замикання каналу ствола, реалізований в масово виробленій автоматичній зброї), пістолеті «Парабелум» системи Георга Люгера, і магазинних гвинтівках Генрі і Генрі-Вінчестера, за винятком моделі 1895 року c клиновим замиканням. Із сучасних зразків кривошипно-шатунне запирання використовується, наприклад, на малокаліберних карабінах БІ-7 та «Соболь», а також — створеної на їх базі снайперської гвинтівки СВ-99, що дозволило створити зброю з дуже швидким і зручним перезарядженням.

### Замикання замикаючим клином
Зчеплення затвора зі ствольною коробкою та стволом здійснюється деталлю, яку називають клином, що рухається в площині, точно або приблизно перпендикулярній осі каналу ствола (причому зазвичай — вертикальної). Клин входить в поперечний паз на затворі, надійно замикаючи його. Замикаючий клин може розташовуватися як в передній, так і в задній частинах затвора. У першому випадку вузол замикання вийде компактним, але може взаємодіяти з механізмом подачі патронів, знижуючи надійність роботи автоматики. У другому випадку вузол замикання часто має великий габарит по висоті, що змушує конструктора робити високу ствольну коробку.
Використовувалося, наприклад, в гвинтівці АВС (клин розташований в передній частині затвора) і кулеметі Браунінга (заднє розташування клина). Дозволяє створити дуже короткий запірний механізм, але при цьому не досягається симетричності замикання.

### Перекосом ствола

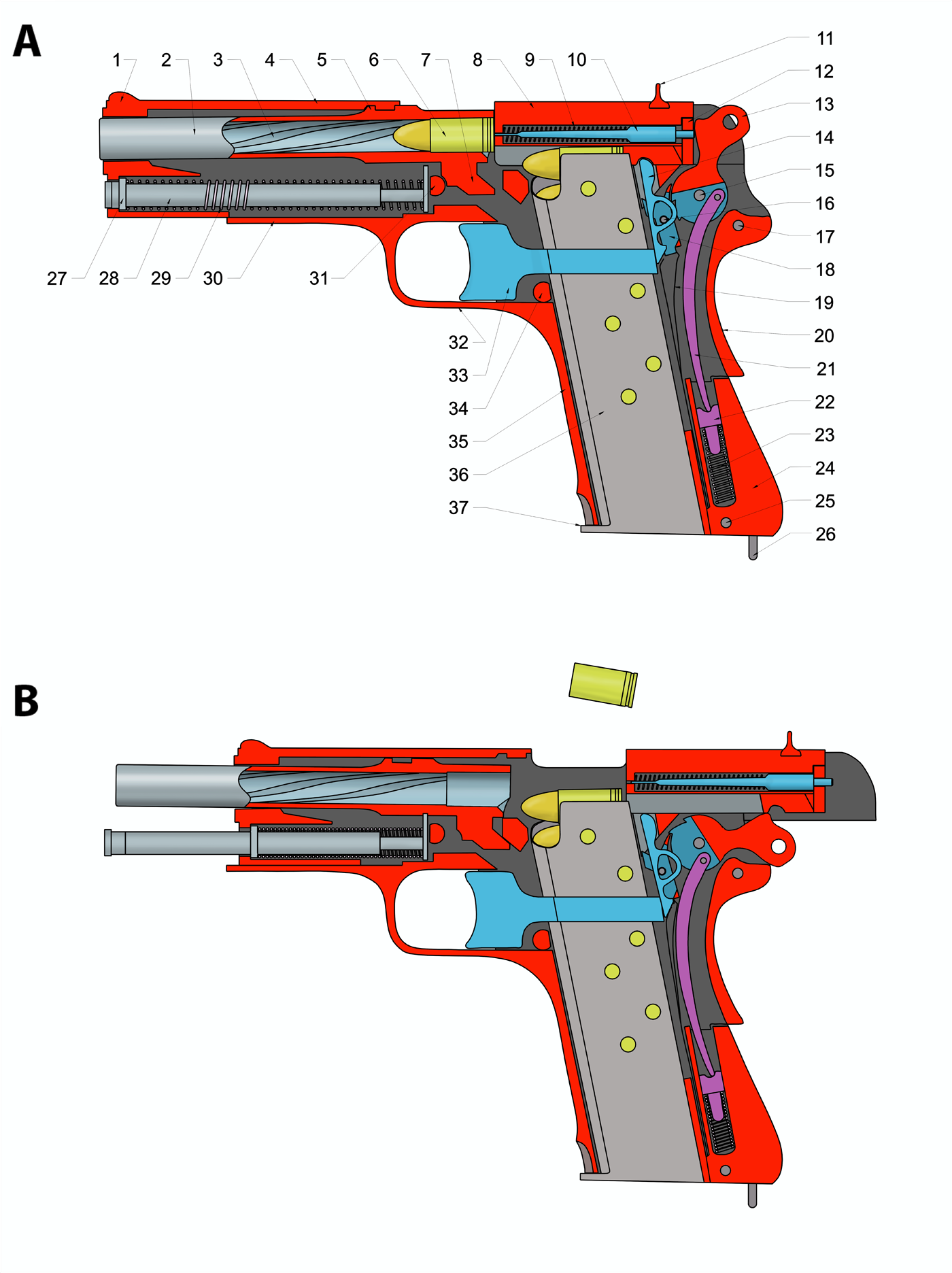
Пістолет Vis wz. 35

Даний принцип замикання використовується в системах автоматики, що працюють від віддачі ствола з коротким ходом, причому як правило — в пістолетах. Ствол залишається зчепленим з затвором до тих пір, поки не зайде своїм виступом в фігурний виріз на нерухомій рамі (замість виступу і вирізу може використовуватися шарнірне зчленування — сережка). Під впливом фігурного вирізу ствол знижується і опорні поверхні затвора втрачають свій контакт зі стволом.

### Зниженням ствола
Замикання (зчеплення бойових упорів ствола з відповідними виступами затвора) відбувається при накаті затвора і при плоско-паралельному переміщенні ствола вперед-вгору. Необхідний закон руху ствола забезпечується бічними виступами ствола, що ковзають в похилих пазах нерухомою ствольної коробки (або пістолетної рамки). Відмикання відбувається в зворотному порядку — при спільному відкаті ствола і затвора при плоско-паралельному переміщенні ствола назад-вниз. Після розчеплення ствол зупиняється, а затвор продовжує відкат на довжину більшу за довжини патрона.
Приклад зброї, що використовує принцип замикання зниженням ствола є: 9-мм пістолет Веблей-Скотт обр.1909 р (Велика Британія).

### Поворотом ствола
Замикання і відмикання механізму здійснюється поворотом ствола навколо своєї осі.
Приклади зброї, що використовують принцип замикання поворотом ствола: Steyr TMP/Brugger+Thomet MP9, Пістолет Рота, ГШ-18, Grand Power K100.

## Механізми без жорсткого зчеплення затвора зі стволом

### Використання віддачі при вільному затворі і нерухомому стволі

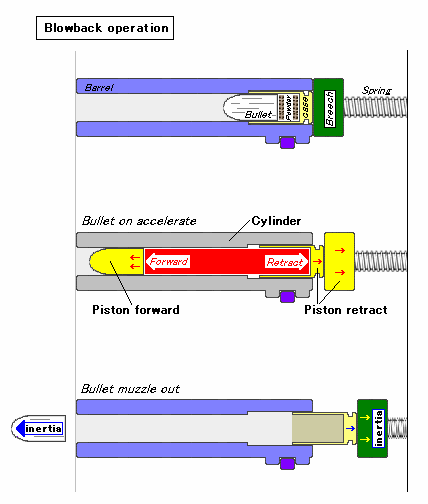
Принципова схема віддачі вільного затвора

Вільний затвор зчіплюється зі стволом при пострілі. Він замикає казенну частину ствола за рахунок сукупної дії тертя яке відбувається під тиском порохових газів стінок гільзи в патроннику, інертності маси рухомих деталей і сили стиснення поворотної пружини. При пострілі порохові гази діють і на кулю, і, через дно гільзи, на затвор. Так як затвор і куля мають різну масу, при цьому вони починають рух з різною швидкістю. Параметри системи підбираються конструкторами таким чином, щоб за той час, за який куля проходить по каналу ствола до дульного зрізу, затвор встигає відійти лише на кілька міліметрів, при цьому гільза виходить з патронника тільки своєю потовщеною частиною, в якій розташований капсуль, що страхує її від розриву. Після виходу кулі з каналу ствола тиск в ньому падає, і сила тертя в патроннику зменшується настільки, що затвор під дією імпульсу віддачі та залишкового тиску порохових газів відходить у крайнє заднє положення, попутно екстрактуючи гільзи і, на зворотному шляху, досилаючи патрон у патронник
Вільний затвор конструктивно простіше будь-якого іншого типу замикання ствола. Однак для нього характерні такі суттєві недоліки, як зайва вага зброї і збільшення коливань зброї при стрільбі чергами за рахунок швидкого зворотно-поступального руху масивного затвора і його ударів в крайніх положеннях, що також сприяє прискореному зносу зброї.
У зброї з вільним затвором, у якого бойок має вигляд нерухомо закріпленої на дзеркалі затвора деталі, наколювання капсуля чергового патрона відбувається ще до його повного входу в патронник і приходу затвора в крайнє переднє положення, в результаті чого відходу затвора назад протидіє додатково ще і інерція руху рухомих частин зброї вперед (так звана схема з викочуванням затвора). Використання цього принципу (в англомовній термінології званого advanced primer ignition) дозволяє знизити темп стрільби і зменшити потрібну масу затвора, але трохи знижує надійність роботи автоматики, а також допускає стрільбу виключно з відкритого затвора, що не завжди прийнятно.
Зазвичай механізм з вільним затвором асоціюється зі зброєю під малопотужні патрони, такою, як пістолети або пістолети-кулемети. Насправді ніяких об'єктивних обмежень по потужності патрона для даного механізму не існує, він з успіхом застосовувався в автоматичних дробовика 12-го калібру (AAS), автоматичних гарматах (30-мм MK 108), автоматичному гранатомет АГС-17 і великокаліберних протитанкових рушницях (20-мм Oerlikon SSG36). Однак це вимагає відповідного збільшення маси затвора (а значить — і зброї в цілому) і додаткового використання інших конструктивних рішень; наприклад, у AAS затвор мав масу близько півтора кілограми, і до того ж — дуже довгий відкат; МК 108 мала масивний затвор і короткий ствол, завдяки чому час знаходження в ньому снаряда було мінімальним, ціною чого стало суттєве погіршення зовнішньої балістики; АГС-17 має порівняно слабкий метальний заряд і, знову ж таки, масивний затвор і короткий ствол, а також спеціальний гідравлічний буфер віддачі затвора; в Oerlikon SSG36 використовується також дуже масивний затвор, що має в передній частині довгий циліндричний виступ, який при досиланні разом з патроном заходить глибоко в патронник ствола, що надійно страхує гільзу від розриву тиском порохових газів при екстракції. Крім того, сама гільза повинна бути досить короткою щодо свого діаметра, щоб тертя в патроннику не розірвало її при екстракції; дещо проблематично і використання в системах з вільним затвором гільз з високим коефіцієнтом пляшкоподібності.
Тому в разі використання потужних патронів зазвичай вигідніше використовувати напіввільний затвор (див. нижче) або один із способів жорсткого замикання каналу ствола на час пострілу (див. вище), що дозволяє істотно знизити вагу рухомих частин зброї, цим знизити її загальну масу, поліпшити кучність бою, збільшити надійність роботи автоматики.

### Замикання напіввільним затвором

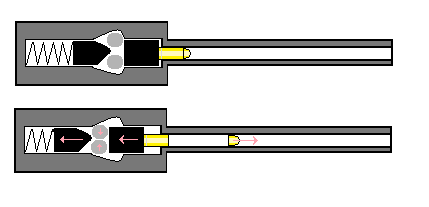
Схема віддачі напіввільного затвора «Хеклер і Кох»

Системи з напіввільними затворами займають проміжне положення — жорсткого замикання ствола тут немає, а уповільнення затвора досягається перерозподілом енергії віддачі між двома його частинами (власне затвором і рамою затвора), посиленням тертя, або іншими способами. Широкого застосування напіввільні затвори не отримали, так як складніше вільного затвора, але мають найчастіше такі ж недоліки, при цьому не відрізняючись і надійністю дії. Проте, система з використанням роликів, зображена на малюнку, застосовувалася в автоматичних гвинтівках CETME і HK G3 патрон для гвинтівки — в даний час цю систему застосовує фірма Heckler & Koch в ряді пістолетів, пістолетів-кулеметів, штурмових гвинтівок і ручних кулеметів, а система з перерозподілом енергії між затвором і рамою затвора — на французькій гвинтівці FAMAS.

### Використання енергії порохових газів при рухомому вперед стволі і нерухомому затворі

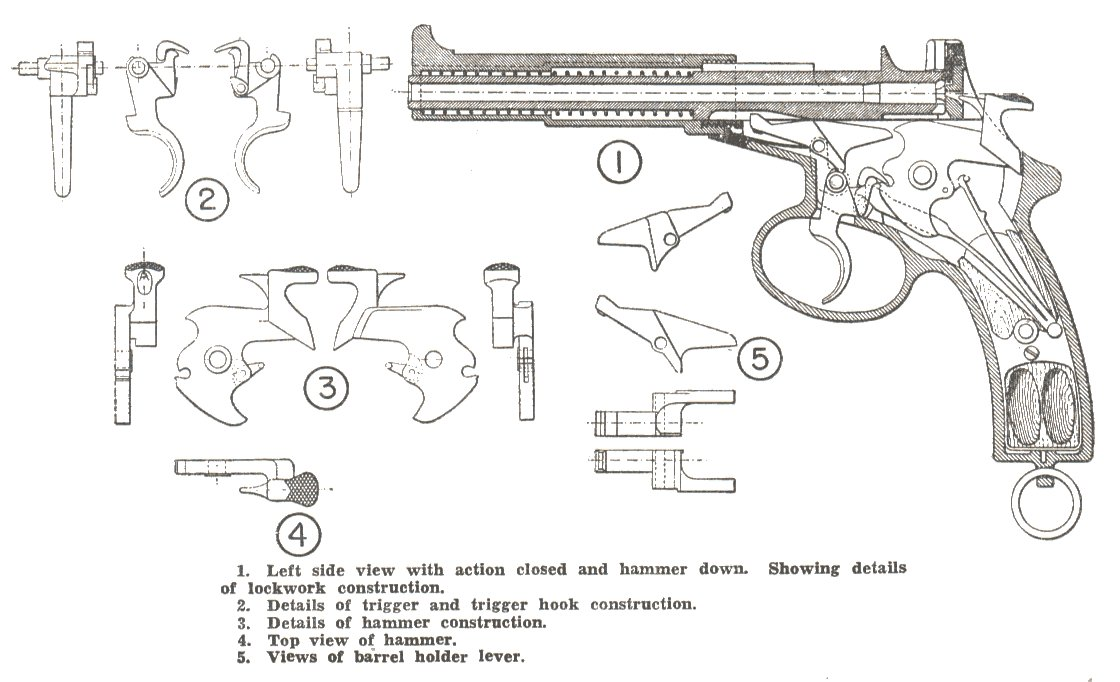
Схема пістолета Манліхера зразку 1894 року.

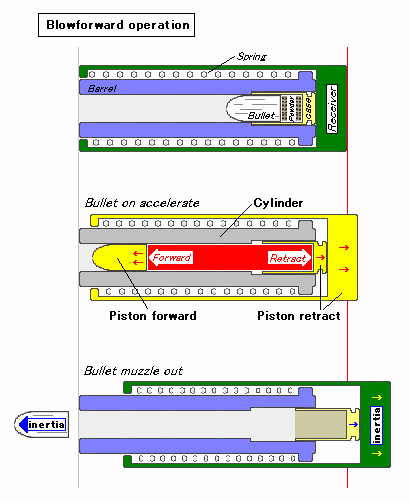
Принцип дії.

Відмінність від механізму з вільним затвором полягає в тому, що тут, навпаки, затвор нерухомий, а ствол  рухається при пострілі вперед під дією тертя кулі об нарізи. Принцип функціонування повністю аналогічний — замикання досягається за рахунок маси ствола, тертя гільзи об стінки патронника і дії поворотної пружини.
Застосовувався в пістолеті Манліхера зразка 1894, пістолеті Хіно-Комура зразка 1908 року і деяких інших зразках. Цілий ряд недоліків — низька точність стрільби, громіздкість зброї, і інші — не дозволяє використовувати цей принцип в сучасній зброї за винятком деяких станкових автоматичних гранатометів.

### Замикання пороховими газами

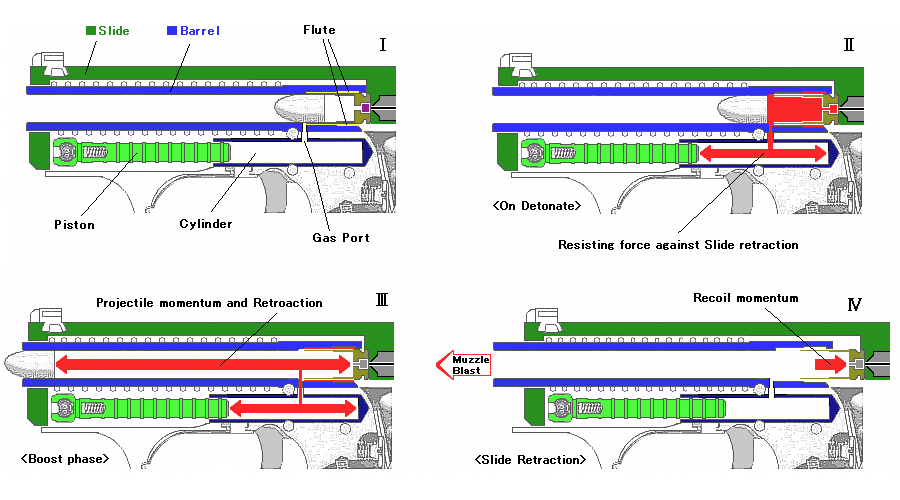
Схема роботи автоматики HK P7 з замиканням пороховими газами.
I — положення перед пострілом; II, III — в процесі пострілу високий тиск в циліндрі не дозволяє затвору рухатися назад; IV — куля покинула ствол, тиск в стволі в циліндрі впав, затвор відкривається під дією імпульсу віддачі.

Іноді розглядається як різновид напіввільного затвора (див. вище).
Відведення затвора назад на час пострілу виключається або сильно сповільнюється за рахунок відводу частини порохових газів в спеціальний циліндр, де вони протидіють руху назад поршня-сповільнювача. Після виходу кулі з каналу ствола тиск падає, і затвор відходить назад вільно. Схема не набула поширення через високу чутливості до забруднення пороховим нагаром.

## Зміна положення або геометрії патронника

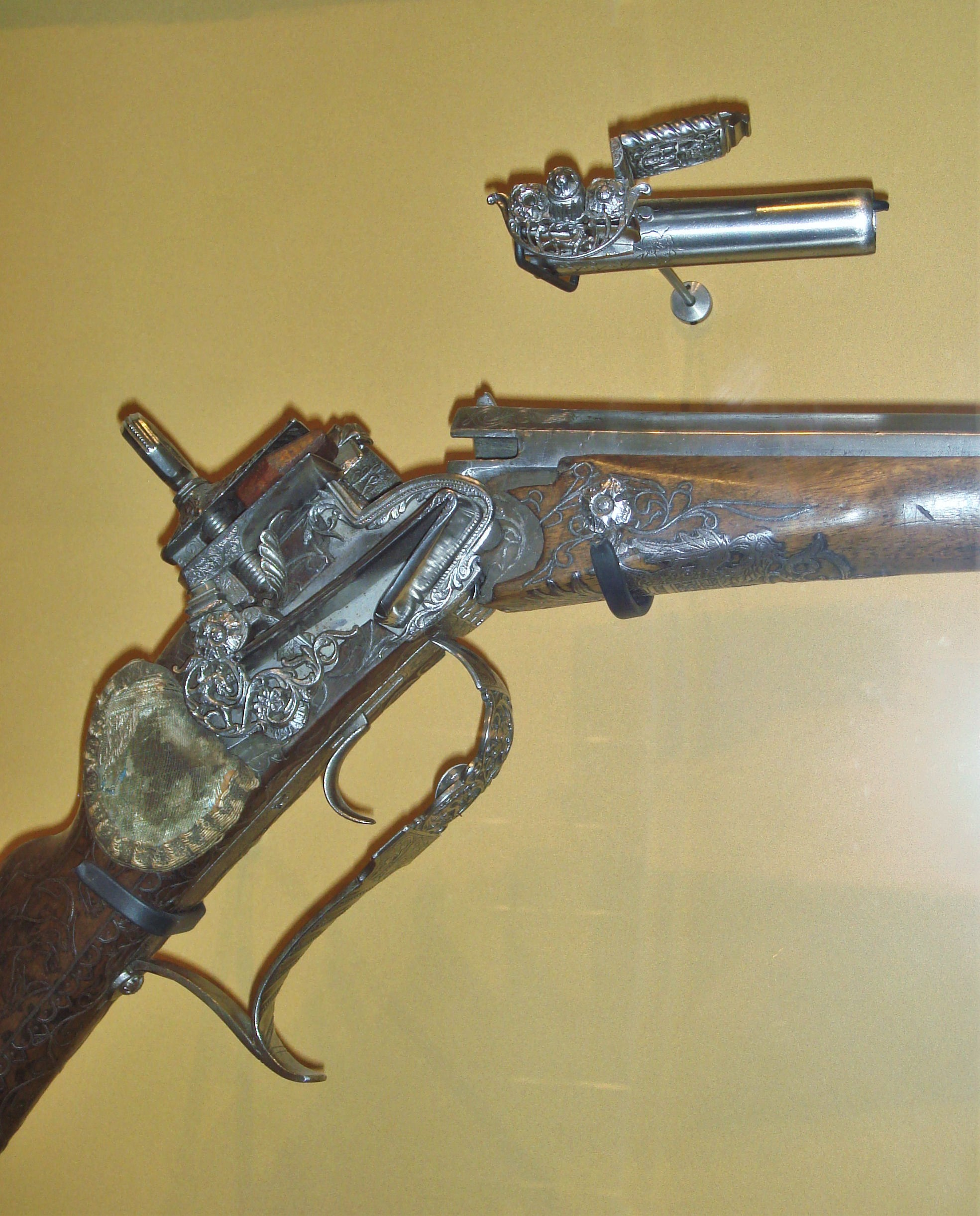
3аміна казенної частини ствола з полицею, заздалегідь спорядженої і яку переносять підсумці

За часів димного пороху і крем'яних замків робилися спроби прискорити перезарядку заміною казенної частини ствола з полицею, заздалегідь спорядженою і яку переносять підсумці, однак це були складні і дорогі штучні екземпляри.
Револьвер можна розглядати як многозарядну зброю з рухомим патронником, револьвери були і самозарядними і навіть автоматичними, розглядалася можливість перезарядки нижньої камори.

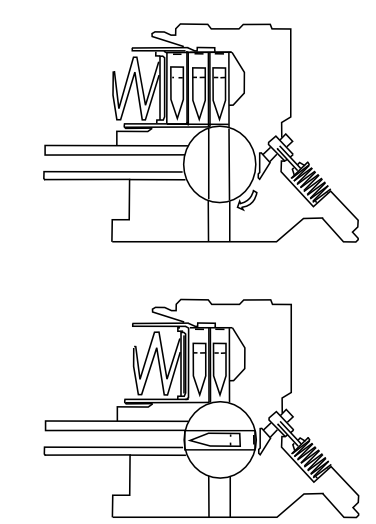
Автоматика G11

Фірмою Хеклер і Кох (Німеччина) в самому кінці 1960-х років розроблена гвинтівка G11 під безгільзовий боєприпас, перезарядка відбувалася при обертанні патронника навколо своєї осі. Патронник мав наскрізний отвір, осічний патрон виштовхувався новим при перезарядці, в бойовому положенні тильна сторона патронника перекривалася корпусом зброї Heckler und Koch G11 (Німеччина).
Не менш цікава ідея з відкритим збоку патронником. Гільза має форму пузатої тригранної призми (трохоїда), відкрита частина патронника перекривається затвором або корпусом зброї. У 1958 році американський конструктор Дардік (David Dardick) запатентував «Dardick open chamber gun» револьвер з відкритою збоку каморою і подачею патронів із магазина Dardick Model 1500

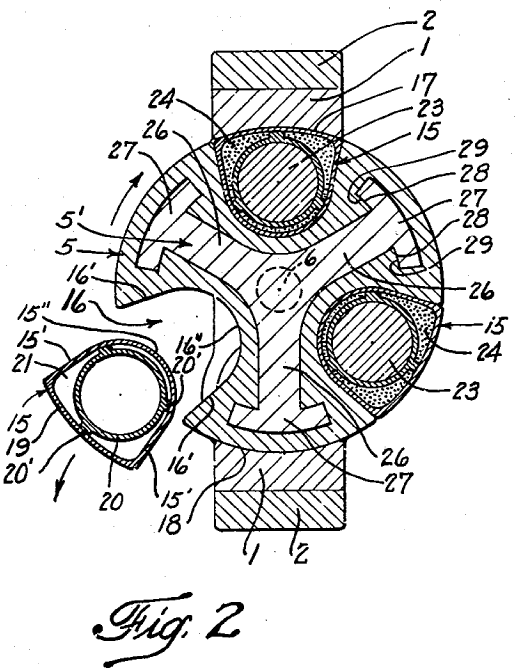
перша розробка Дардіка

Досить довго розробляються скорострільні гармати функцію патронника в яких грають два обертових циліндра з заглибленнями, в які підхоплюються безгільзові патрони.
На жаль, як і на зорі вогнепальної зброї, подібні конструкції дуже дорогі і ненадійні (при нинішньому рівні розвитку).

## Механізм зі стволами які хитаються

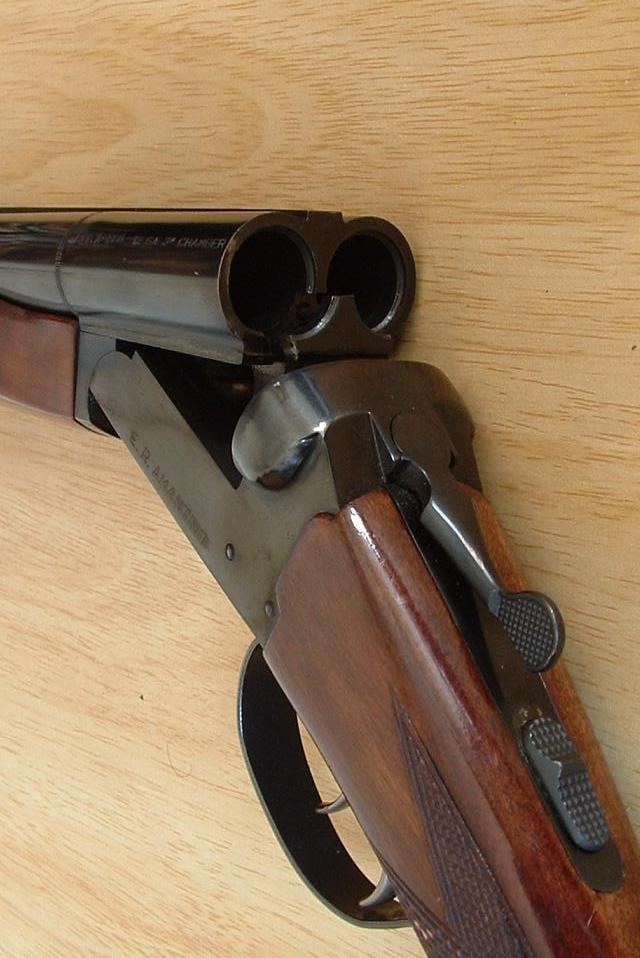

Застосовується в мисливській зброї і штуцерах, які «переламуються» для заряджання. Основні деталі — ключ або важіль, вісь затвора (мотиль), пружина затвора і рамка. 